# Christopher Barretto
Christopher „Chris“ Barretto (* 23. November 1985 in New York City) ist ein amerikanischer Musiker (Gesang, Saxophon, Komposition), der als Progressive-Metalcore-Sänger bekannt wurde.

## Leben
Christopher Barretto studierte Jazzsaxophon an der Manhattan School of Music. Er war zwischen 2008 und 2010 Sänger der Band Periphery und von 2013 bis 2019 der Sänger und Frontman der britischen Band Monuments. Weitere musikalische Projekte von ihm sind Ever Forthright, The HAARP Machine und Friend for a Foe.
Er ist einer der Söhne von Ray Barretto und auf dessen Album Standards Rican-ditioned (2006) als Altsaxophonist zu hören.